# Prima rivoluzione batava

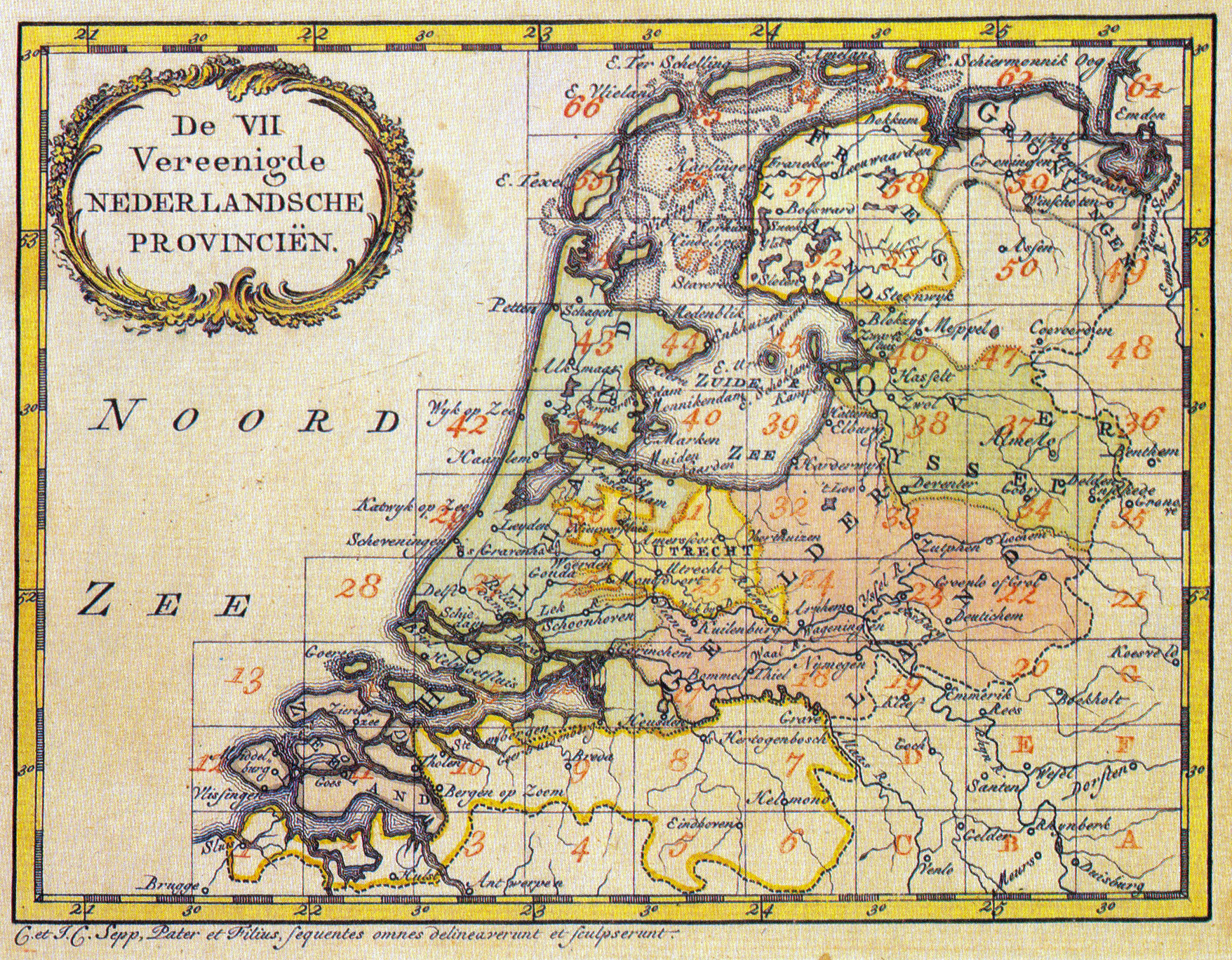
Le sette Province Unite ed i territori soggetti, nel 1773

Con l'espressione Prima Rivoluzione batava si definisce un violento rivolgimento politico, che, alla fine del XVIII secolo, preparò la fine della Repubblica delle Sette Province Unite.

## Contesto

### L'instabilità politica

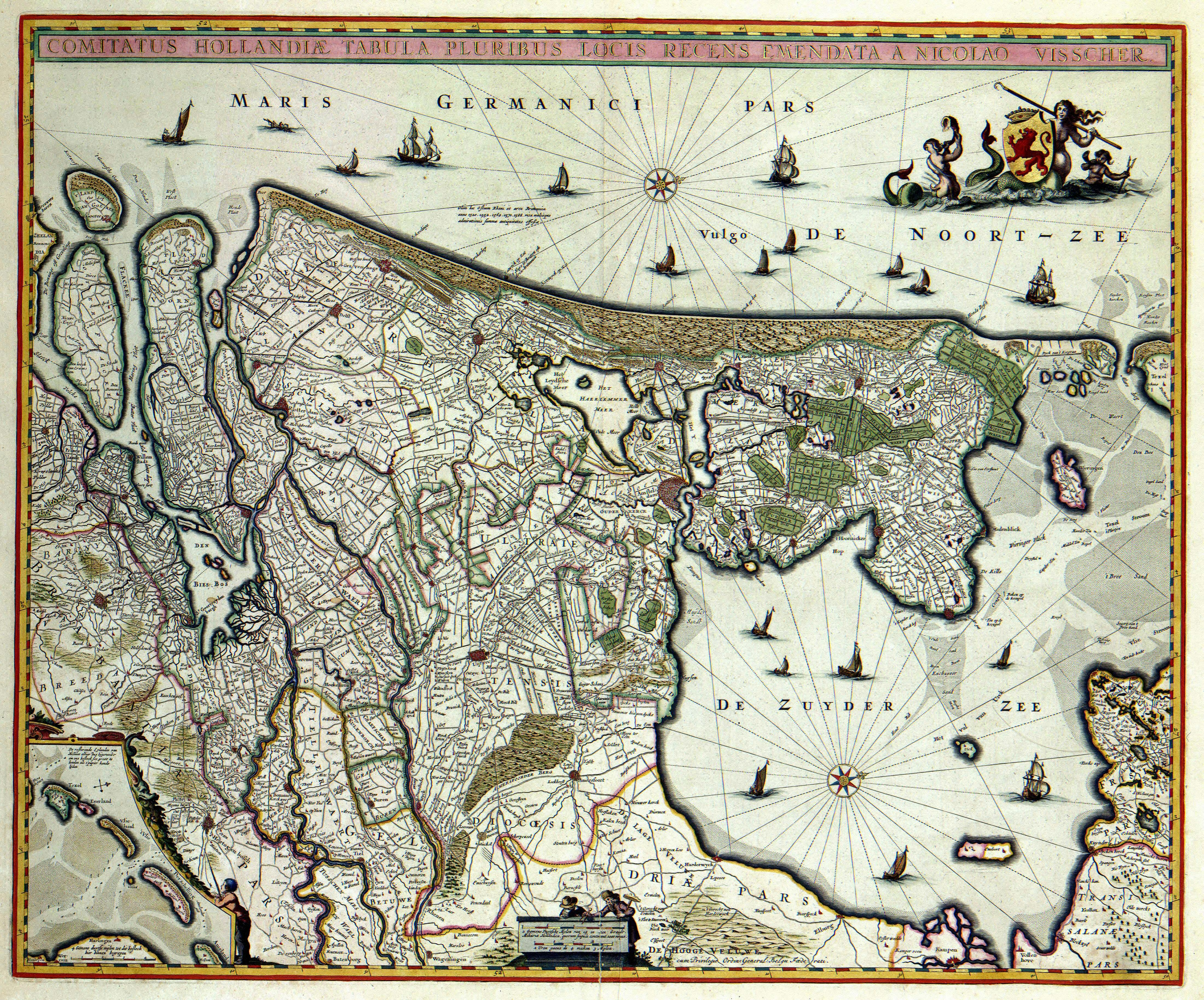
La Provincia d’Olanda

Il XVIII secolo vide il declino economico, militare e politico della Province Unite. Questa era formalmente una libera federazione di sette province, indipendenti l'una dall'altra e ciascuna dotata di una propria assemblea elettiva (gli Stati Provinciali), ma che inviavano delegati agli Stati Generali dell'Aia, a decidere di politica estera e militare. Al contempo, tutte riconoscevano l'autorità di uno statolder (reggente e capo militare), dal 1747 unico ed ereditario (accanto ad un Gran Pensionario, facente le funzioni di primo ministro). In pratica sussisteva una diarchia fra un quasi-monarca ed una quasi-repubblica, entrambe dai poteri teoricamente illimitati e, comunque, assai confusi.

### Il tradizionale contrasto fra gli Orange-Nassau ed i patriziati mercantili
Per complicare le cose, gli Stati Provinciali erano dominati dalla locale aristocrazia terriera o commerciale, che occupava le cariche municipali e provinciali (i reggenti), gelose delle proprie prerogative politiche ed ostili ad ogni ulteriore trasferimento di potere alla Casa d'Orange-Nassau, che già esprimeva lo statolder. Il cui ruolo era ormai in piena contraddizione con i principi repubblicani proclamati dalla Unione di Utrecht del 1579.
Si trattava dell'ideale brodo di coltura perché si sviluppasse un'ostinata lotta di potere fra le aristocrazie locali, in particolare i reggenti di Amsterdam, che vennero a definirsi partito repubblicano o democratico (Staatsgezinden), e i sostenitori della strisciante trasformazione dello stato olandese in monarchia, che vennero a definirsi partito orangista o realista (Prinsgezinden).

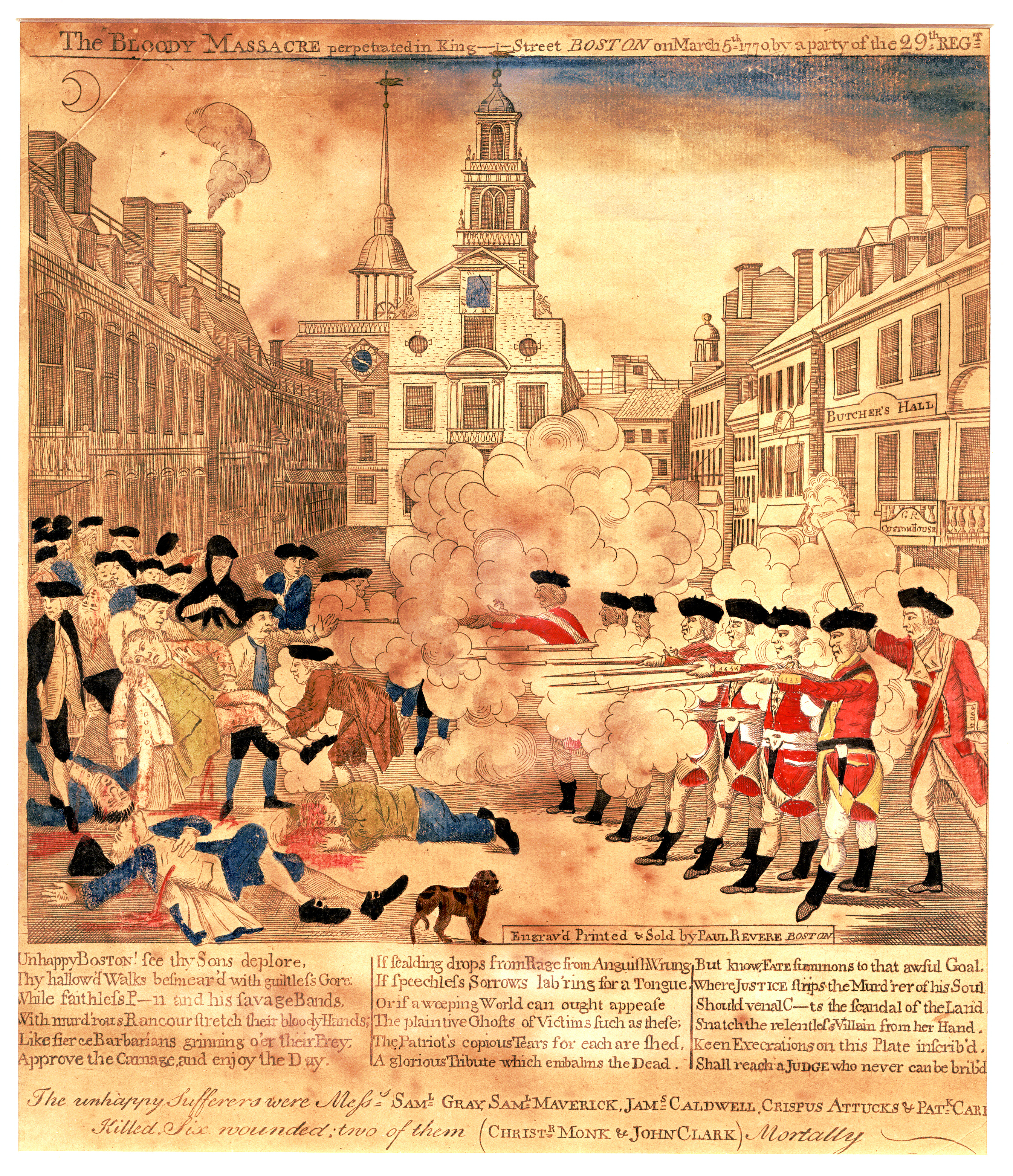
Il Massacro di Boston, uno degli episodi preliminari della guerra d'indipendenza americana

## L'emergere del nuovo partito dei Patrioti

### La guerra anglo-olandese
Tale tradizionale dialettica venne sconvolta dagli avvenimenti seguiti alla guerra d'indipendenza americana: insorte le tredici colonie e entrate nel conflitto Francia e Spagna, le Province Unite rifiutarono il proprio appoggio alla Gran Bretagna ed il patriziato commerciale ostile agli Orange-Nassau forzò la situazione sino a spingere la corte di San Giacomo ad iniziare la quarta guerra anglo-olandese (1780-1784).
Essa fu, sin dall'inizio, segnata dalla disastrosa impreparazione militare delle Province Unite: essa permise alla Gran Bretagna di occupare molte delle colonie e basi olandesi sparse per il mondo e di bloccare ermeticamente le coste metropolitane, producendo effetti devastanti sul commercio e l'industria dei Paesi Bassi.

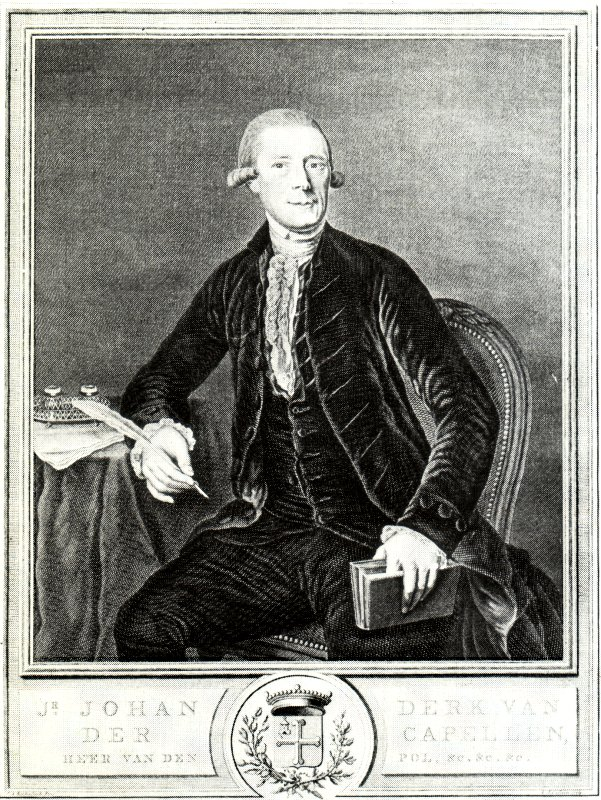
Ritratto del van der Capellen

### Nuovi ideali democratici
Dapprincipio i reggenti di Amsterdam, capi del partito repubblicano, si gloriarono di aver costretto lo statolder Guglielmo V alla guerra, salvo, quasi subito, scaricare l'intera responsabilità delle tragiche sconfitte sullo stesso statolder
Fu questo il brodo di coltura per la nascita di un nuovo movimento, che, stanti le circostanze belliche, prese a chiamarsi con un nuovo nome: i Patrioti Politicamente, esso ereditava la tradizionale polemica del partito repubblicano contro la concentrazione dei poteri nella persona dello statolder. Vi aggiunsero, però, nuove rivendicazioni 'democratiche', alimentate da intellettuali quali Joan Derk van der Capellen, suo cugino Van der Capellen van den Marsch ed il van der Kemp: il primo, soprattutto, si era distinto con la pubblicazione, nel settembre 1781, del libello Al Popolo dei Paesi Bassi. Tutti decisamente influenzati dalla Rivoluzione Americana e dall'Illuminismo dei polemisti francesi degli anni '80, a cominciare dal Contratto sociale di Rousseau.
In definitiva, essi esprimevano non più le posizioni delle aristocrazie, ma di una più vasta borghesia mercantile e commerciante. Non volevano più restaurare l'Unione di Utrecht, ma rovesciarla, rifondando la Repubblica delle Sette Province Unite su nuove basi.

## La crisi con l'Austria

### Pace separata fra Francia e Gran Bretagna
Per grande fortuna della Repubblica, tale disastrosa situazione ebbe termine allorché Gran Bretagna e Francia pattuirono il cessate il fuoco in vigore dal gennaio 1783. Le Province Unite si trovarono nella paradossale situazione dell'unico sconfitto fra i vincitori: ciò che permise a Londra (che occupava la gran parte delle colonie olandesi) di pretendere dall'Aia (che non disponeva di alcun mezzo per imporre le proprie condizioni) concessioni territoriali nelle Indie olandesi.
I delegati olandesi non se ne diedero a intendere, spingendo la Francia a sottoscrivere una pace separata, il 3 settembre 1783.

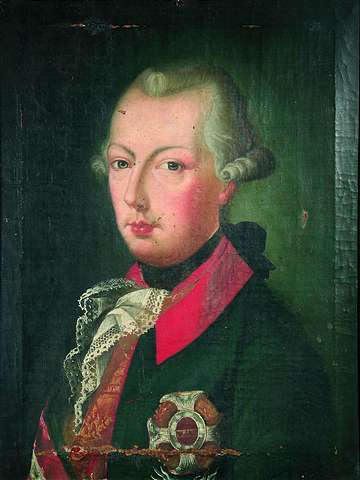
Ritratto dell'Imperatore Giuseppe II

### Ultimatum austriaco alle Province Unite
Tale impotente impasse si prolungò tanto da indurre un terzo incomodo ad approfittarne: nel maggio 1784, Giuseppe II d'Asburgo-Lorena inviò alle Province Unite un ultimatum con cui pretendeva ampie concessioni territoriali ad ingrandimento dei propri domini nei Paesi Bassi cattolici, oltre che la libera navigazione della Schelda (ovvero la riattivazione del porto di Anversa).

### Breve riconciliazione dei partiti avversi
Tali pretese erano inaccettabili per il partito dei Patrioti in quanto erano in gioco tutte le storiche conquiste delle Province Unite ai danni dei Paesi Bassi cattolici spagnoli; per il partito orangista, che aveva la propria base nelle province terrestri, interessate dalle pretese dell'Imperatore; per il partito repubblicano, dal momento che la rinascita del porto di Anversa avrebbe inflitto un danno mortale ai commerci di Amsterdam.
Accadde così che i tre partiti si riunissero (per l'ultima volta prima del 1813) in un concorde sforzo di preparazione militare ed azione politica. Che non venne, però, messo alla prova: la diplomazia francese fu lesta a profittare della situazione per vincere le residue resistenze olandesi a marginali concessioni nelle colonie. In cambio Londra restituiva la gran parte dei possedimenti occupati, mentre Parigi otteneva dal proprio alleato Giuseppe II per un accomodamento.

## Radicalizzazione dello scontro politico interno

### Crisi di popolarità dello statolder

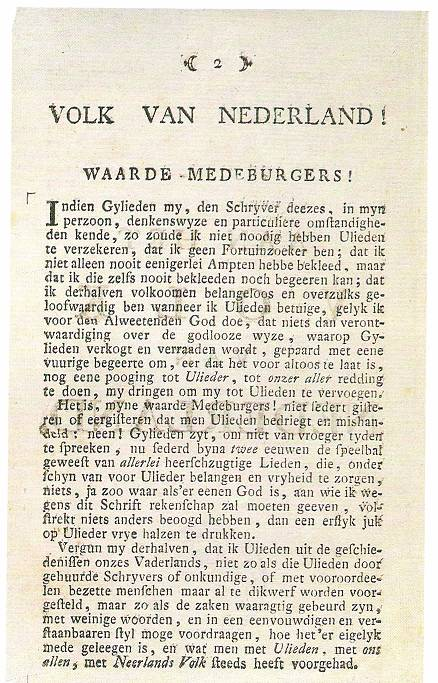
Frontespizio del libello del van der Capellen: «Al Popolo dei Paesi Bassi»

Il consenso nazionale seguito all'ultimatum di Giuseppe II rappresentò, per Guglielmo V di Orange-Nassau, l'ultima estate di San Martino. Passata la minaccia, le élite borghesi del partito repubblicano ripresero, più violento che mai, il conflitto con statolder. In particolare a mezzo stampa, con attacchi diretti e frequenti insulti alla persona di Guglielmo V.

### Progressivo radicamento del partito dei patrioti
Per giunta essi erano ormai sorpassati a sinistra dal partito dei Patrioti, che pretendevano l'abolizione della congerie di privilegi che inviluppavano e segmentavano lo Stato e le Province. Ciò anzitutto a danno delle aristocrazie, in nome di un principio di sovranità popolare, ma anche a danno dell'onnipotente (e molto favorita dallo Stato) Chiesa riformata olandese.
Questi erano particolarmente forti nella provincia d'Olanda (tradizionalmente ostile allo statolder), come pure nelle province settentrionali (specie Frisia, Groninga ed Overijssel, la città di Utrecht). Mentre gli Orangisti potevano contare su Zelanda, Gheldria, contado e nobiltà di Utrecht, esercito e flotta.

### Ingerenza delle grandi potenze
Per complicare le cose, lo statolder era favorevole ad un riavvicinamento con la Gran Bretagna, mentre i Patrioti erano decisamente filo-francesi. Aiutati, in questo, dalla Confederazione Difensiva stipulata da Parigi e L'Aia all'indomani della pace con Giuseppe II.
L'asprezza della disputa indeboliva la credibilità del governo in misura talmente grande, da indurre gli ambasciatori delle due potenze in questione, il conte di Vérac e Sir James Harris (meglio noto come Lord Malmesbury), ad immischiarsi profondamente a sostegno dei partiti in lotta.

### Radicalità dello scontro politico
La fazione dei Patrioti, infine, era decisamente disposte a radicalizzare i mezzi del proprio agire politico: ciò sull'esempio del successo della guerra d'indipendenza americana ed analogamente a quanto sarebbe accaduto, di lì a poco, con la rivoluzione francese.
Qua e là venne vietato portare i colori arancio, simbolo degli Orange-Nassau, e financo comminate multe ed imprigionamenti. Soprattutto, si diffuse l'organizzazione di piccoli gruppi di volontari armati, i quali praticavano il tiro con il moschetto e rispondevano ai locali capipartito, che presero il nome di "Società di tiro", dette anche "compagnie di esercitazione" o "corpi franchi" (in olandese schuttersgenootschappen, exercitiegenootschappen o vrijcorpsen).
Esse avevano avuto origine nel 1783, sull'onda della vergogna nazionale per l'impreparazione militare che l'esercito e la flotta dello statolder andavano mostrando nella guerra con l'Inghilterra. Nel 1784 la città di Rotterdam sciolse d'imperio le locali compagnie di esercitazione: i patrioti reagirono ribattezzando, qua e là, le proprie bande "società per l'esercizio delle armi" (genootschappen in de wapenhandel) ed organizzando un Atto di Unione (Acte van Verbintenis) che impegnava i capi di molte di bande armate alla mutua assistenza, quando fosse divenuto necessario.
La crisi scatenata da Giuseppe II d'Asburgo-Lorena determinò un ulteriore inspessimento del fenomeno, sotto la protezione dello sforzo che gli Stati Provinciali compirono per rafforzare gli eserciti delle proprie province. Se non bastasse, la loro popolarità era amplificata dalla circostanza che vi venivano ammessi, tanto i Cattolici quanto i (meno numerosi) Mennoniti, in assenza delle tradizionali discriminazioni civili e militari a favore dei membri della Chiesa riformata olandese.
Fu con questi mezzi che i Patrioti diedero avvio agli eventi che vengono ricordati come Prima rivoluzione batava.

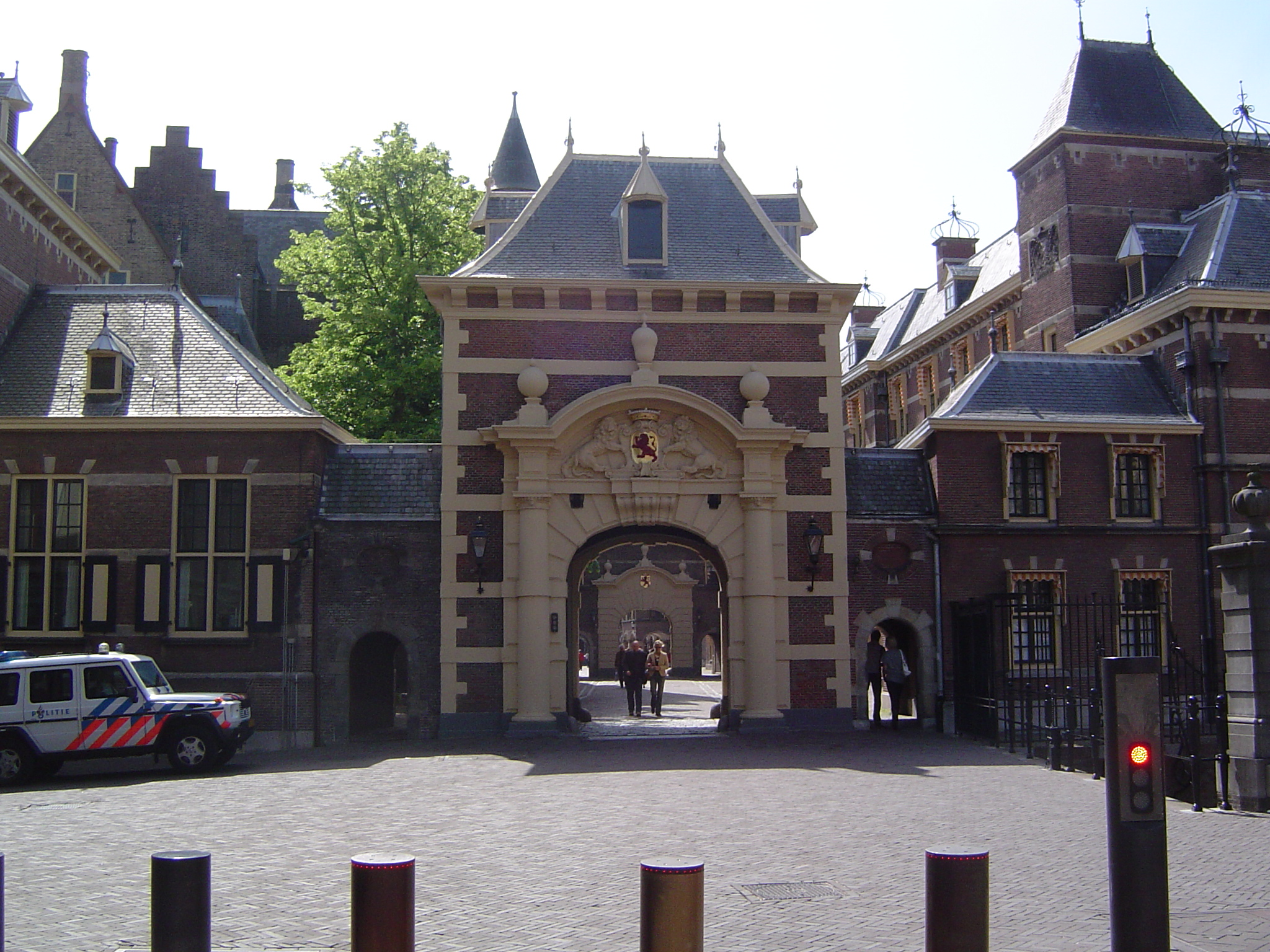
L’ingresso al Binnenhof, all'Aia

## La Rivoluzione

### Una grande manifestazione ad Utrecht
Il fuoco alle polveri venne appiccato all'inizio di agosto 1786, allorché i locali capi dei Patrioti organizzarono una manifestazione nella città di Utrecht, per commemorare il quinto anniversario della battaglia di Dogger Bank.
Essi riuscirono a radunare circa 20 000 persone: di fronte ad una così enorme manifestazione del sostegno popolare, i Patrioti poterono imporre la cooptazione di ben 16 dei loro capi al consiglio cittadino (vroedschap): un evento allora unico in Europa.

### Una prima sollevazione all'Aia
L'esempio della grande città incoraggiò i simpatetici 'Patrioti' della provincia d'Olanda all'azione. Nel settembre 1786 essi realizzarono una sollevazione nella città dell'Aia: lì risiedeva Guglielmo V e sedevano gli Stati Generali. I rivoltosi convinsero la guarnigione della città a dichiarare obbedienza non più al primo, ma ai secondi. Eppoi a rimuovere le insegne dello statolder. Infine, i delegati agli Stati Generali si arrogarono il diritto di entrare nella Binnenhof (sede di quell'assemblea), attraverso un particolare ingresso sin lì riservato allo statolder.
Come si vede, nessuno di questi atti configurava una minaccia fisica a Guglielmo V. Ma ne metteva in seria discussione l'autorità sull'esercito e la supremazia sugli Stati Generali: le due provocazioni non potevano, quindi, essere ignorate.

### Lo statolder si rifugia in una provincia amica
E, infatti, Guglielmo V abbandonò L'Aia per rifugiarsi lontano dalla ribelle provincia d'Olanda: nella propria residenza di Het Loo, presso Apeldoorn, nella Gheldria.
Ciò incoraggiò assai l'ardore dei suoi avversari politici che interpretarono, correttamente, la fuga come un atto di debolezza. Sbagliarono, invece, nel riconoscervi la conferma delle accuse di irrisolutezza che erano state al centro delle campagne stampa degli anni precedenti: si trattava, in effetti, di una ritirata strategica, imposta dalla debolezza delle forze a disposizione nella capitale. Come dimostra un fallito appello al sostegno militare che lo statolder aveva lanciato agli Stati Provinciali delle province di Olanda e Frisia.

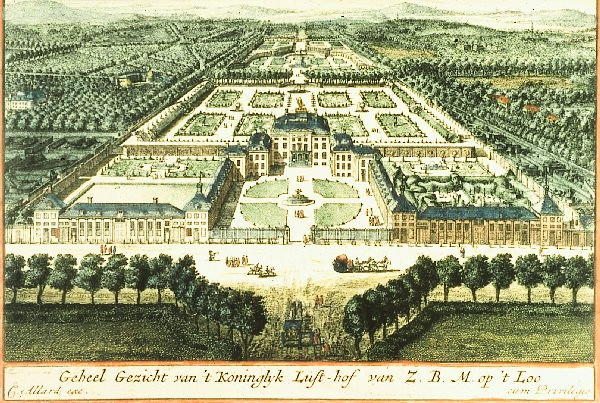
Il castello di Het Loo

### Una seconda sollevazione ad Utrecht
In dipendenza di questo errore di analisi, accadde l'inevitabile: cominciarono i cittadini di Utrecht, che sostennero l'azione dei membri di alcune società di tiro, guidata da uno studente, tal Quint Ondaatje. Questi circondarono il palazzo degli Stati Provinciali, che vennero costretti a votare alcuni provvedimenti democratici da lungo tempo pretesi dai Patrioti.
Ma poi permisero ad una parte dei delegati di uscire dalla città e rifugiarsi ad Amersfoort, la seconda città della provincia, ove lo statolder fu lesto ad distaccare 400 soldati dalla fedele Nimega.

### Una terza, fallita, sollevazione nella Gheldria
Una terza sollevazione ebbe luogo proprio in quella Gheldria, ove Guglielmo V si era rifugiato.
I locali Patrioti cominciarono con una petizione ai locali Stati Provinciali di Arnhem, domandando riforme simili a quelle concesse ad Utrecht. Ne ebbero un fermo rifiuto cui reagirono con l'insurrezione delle due cittadine di Elburg ed Hattem. Nella seconda l'azione venne condotta dal Herman Willem Daendels, capitano della locale compagnia di esercitazione e destinato, di lì a pochi anni, ad un brillante avvenire militare.
Ancora una volta, lo statolder fu lesto ad distaccare una truppa fedele che riportò l'intera provincia all'ubbidienza. Ciò che confermava, ancora una volta, come il partito orangista non fosse tanto guidato da irresoluti, bensì intento a riorganizzarsi.

### Rafforzamento e trionfo dei Patrioti nei Paesi Bassi
Si trattava,ad ogni buon conto, del primo episodio di aperta ostilità fra le due fazioni. E i democratici della provincia d'Olanda reagirono radicalizzando il linguaggio ed obiettivi. Gli Stati d'Olanda votarono la rimozione ("provvisoria") di Guglielmo V dalla carica di capitano-generale delle truppe della provincia. E, conseguentemente, nell'agosto 1786 si arrogarono l'autorità di richiamare tutte le loro truppe dalle fortezze di confine.
Ma la crisi politica si prolungava e gli aristocratici ed alto-borghesi del partito repubblicano non seppero evitare il rafforzamento dei Patrioti, che andavano aumentando i reclutamenti nelle società di tiro. Sinché questi ultimi non si sentirono abbastanza forti da forzare la mano, dando inizio ai tumulti di Amsterdam, del 21 aprile 1787, seguiti, pochi giorni dopo, dai tumulti di Rotterdam: essi obbligarono alle dimissioni i nove reggenti della prima città ed i sette della seconda, ormai accusati di orangismo.

### Imminenza della guerra civile
A quel punto uno dei tre partiti, il repubblicano, era stato messo fuori causa. Ed i due restanti avevano consolidato le proprie aree di influenza.
Le cose erano quindi mature per un grande scontro tra le truppe schierate nella provincia di Utrecht, ove i 'Patrioti' tenevano la città e l'esercito dello statolder accampato poco ad est, che comunque non prendeva alcuna iniziativa, benché si registrassero le prime scaramucce.

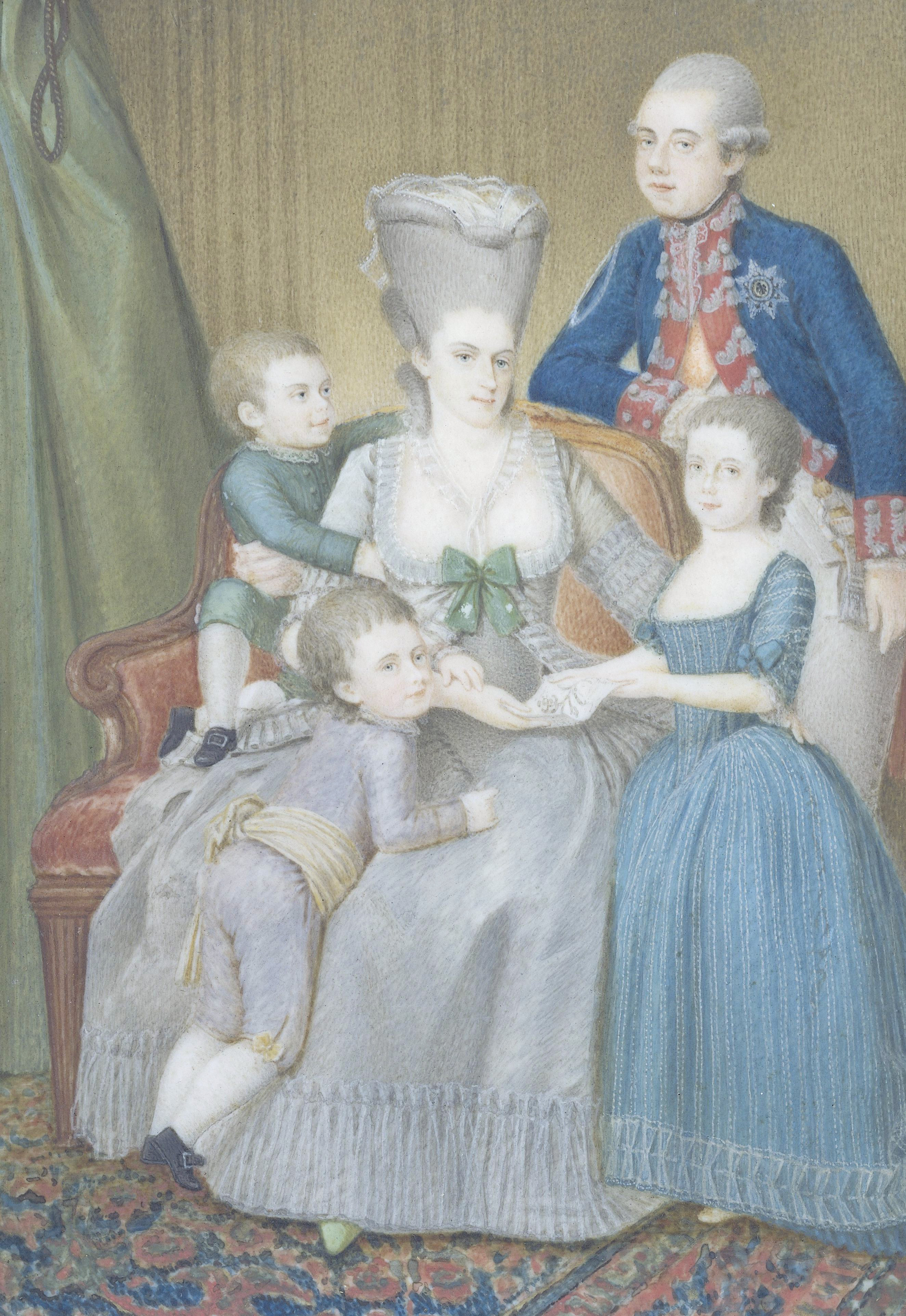
Guglielmo V, la moglie principessa Guglielmina ed i figli

## L'intervento prussiano

### Il fallito viaggio della principessa Guglielmina all'Aia
Tale esito venne impedito da un'autonoma iniziativa della moglie di Guglielmo V, la principessa Guglielmina di Prussia. Questa impose al marito il proprio rientro all'Aia: partita il 28 giugno 1787 da Nimega, venne bloccata, lungo il percorso, a Vlist, nei pressi della cittadina di Gouda, dalla locale compagnia di esercitazione. Benché trattata con il dovuto rispetto, le venne comunicato il divieto a procedere oltre senza il consenso degli Stati d'Olanda. Un consenso che lei si rifiutò di attendere, rientrando, invece, in Nimega.
Subito gli ambasciatori britannico e prussiano, Sir James Harris e von Thulemeyer, chiesero agli Stati Generali la punizione degli ufficiali coinvolti. Questi la rifiutarono, con l'argomento che nessun'offesa era stata recata alla principessa.

### I Patrioti intensificano la repressione politica
Ma la questione non era questa, quanto piuttosto che l'episodio aveva dimostrato come la provincia d'Olanda rifiutasse l'autorità dello statolder. Così dovettero interpretare l'episodio anche i Patrioti, tanto che (fra agosto e settembre) venne data libertà ad una colonna guidata da Adam Gerard Mappa di occupare diverse città della provincia d'Olanda (Delft, Leida, Dordrecht, Alkmaar, Hoorn, Monnikendam) rimuovendovi i locali consigli cittadini (vroedschap), sostituiti da fedeli di partito. Contemporaneamente una seconda colonna compiva le medesime gesta nella più orientale provincia di Frisia.

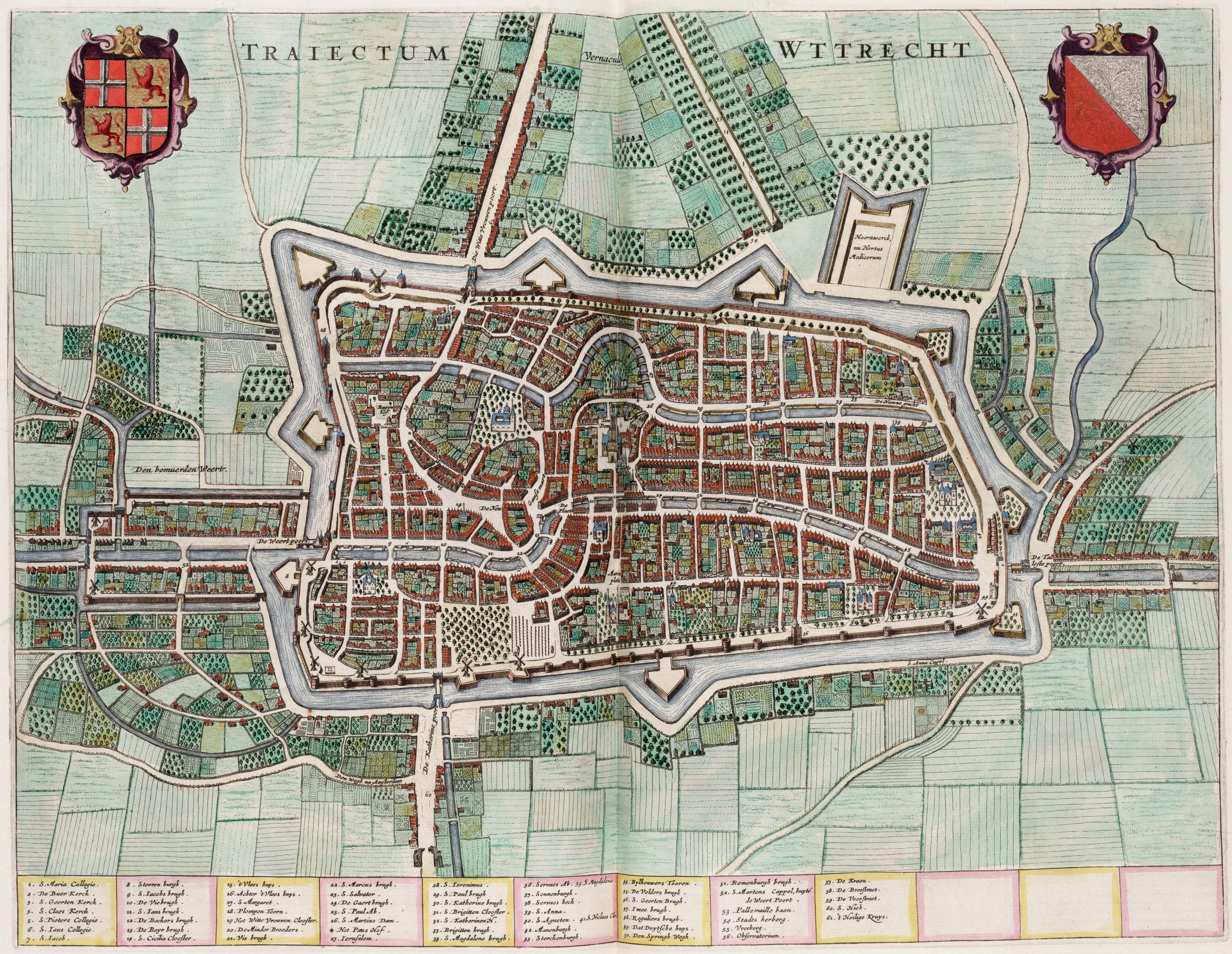
Le mura di Utrecht

### Il corpo di spedizione prussiano
Come prevedibile, la reazione dei protettori della Orange-Nassau fu ferma: il cognato di Guglielmo V, il re di Prussia Federico Guglielmo II, nel 1787, inviò un corpo di spedizione forte di 26 000 uomini, al comando di Carlo duca di Brunswick, con l'ordine di passare la frontiera delle Province Unite e reprimere la rivoluzione.

### L'invasione prussiana
L'esercito del duca di Brunswick passò il confine il 13 settembre, su tre colonne, alle quali i Patrioti e l'esercito della provincia d'Olanda non opposero alcuna  resistenza: Utrecht, ove erano radunati 7 000 armati, venne evacuata. Kampen, Gorinchem e Dordrecht ed altre città si arresero senza combattere. Sinché, il 17 settembre 1787, i Prussiani entrarono all'Aia, bene accolti dalla popolazione.
Qui la nobiltà ed i rappresentanti del partito repubblicano si riunirono proclamandosi Stati d'Olanda ed inviarono allo statolder un invito a rientrare nella capitale: cosa che avvenne il 20 settembre.

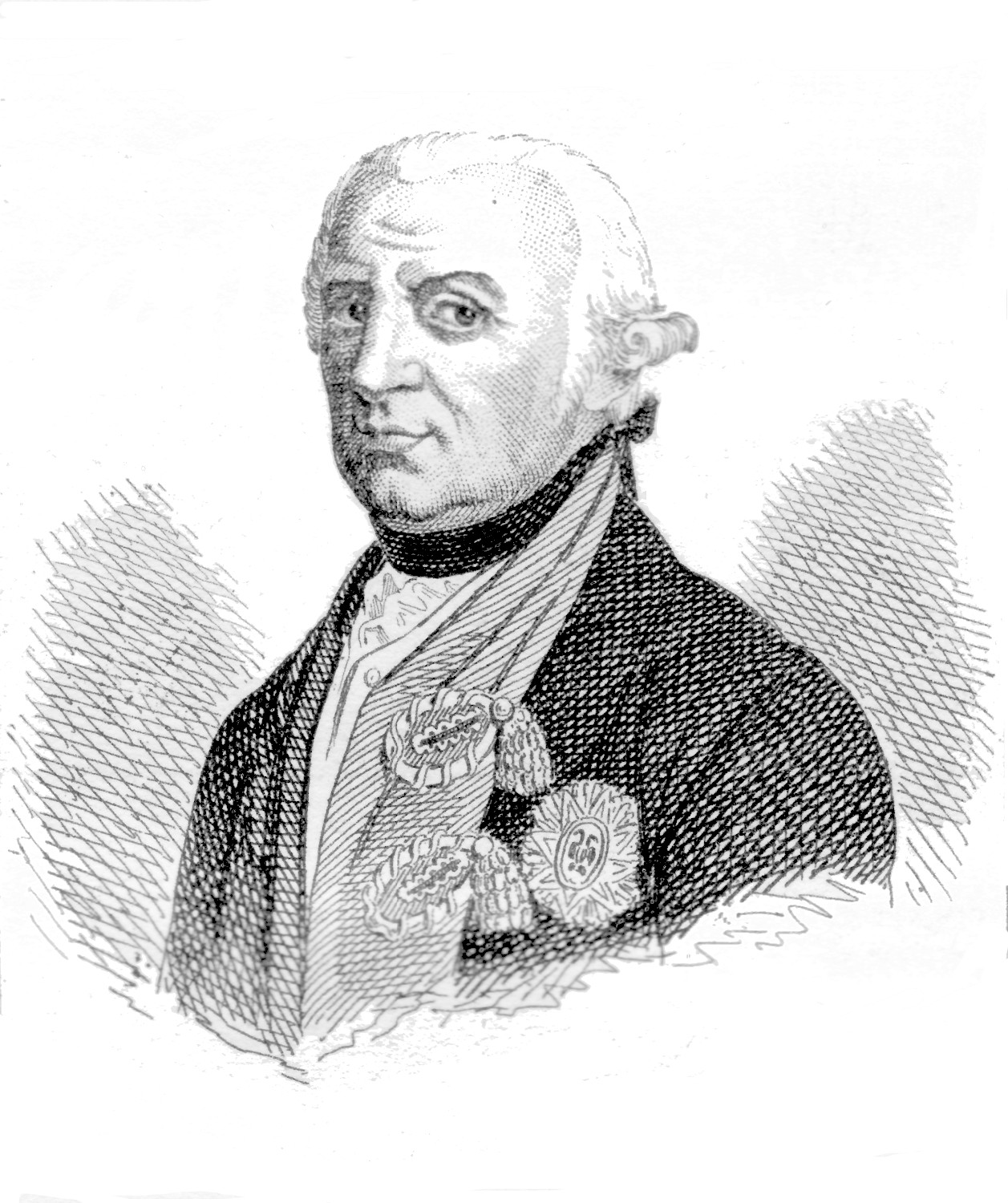
Ritratto del duca di Brunswick

### Il mancato intervento francese
Nel frattempo, i Patrioti si erano radunati ad Amsterdam, sperando nel soccorso francese: tuttavia, il governo di Luigi XVI poté rifiutarsi di applicare i termini della Confederazione Difensiva del 1785, in quanto l'intervento prussiano poteva anche non configurarsi come un'aggressione, in quanto era stato invocato dallo statolder legittimamente in carica. Per giunta, Parigi aveva ben altri problemi cui pensare: era già evidente la grave crisi finanziaria che, di lì a pochi mesi, l'8 agosto 1788, avrebbe spinto Luigi XVI ad annunciare la convocazione a Versailles degli Stati Generali, che avrebbero dato avvio alla Grande Rivoluzione francese.

### La resa di Amsterdam
Accadde così che, non appena le avanguardie prussiane si presentarono alle porte di Amsterdam, il Consiglio Cittadino iniziò i negoziati con Carlo di Brunswick e il 3 ottobre firmò la capitolazione.

## La repressione

### Consolidamento del potere orangista
Guglielmo V venne ristabilito nei suoi poteri. Sotto impulso della principessa Guglielmina, già il 6 ottobre gli autoproclamati Stati d'Olanda provvidero ad approvare la dissoluzione delle società di tiro, la purga di diversi consigli cittadini, l'arresto e la punizione dei più esposti.
La carica di Gran Pensionario venne levata al Bleiswijk (che, pur mantenendo una posizione equivoca, era restato all'Aia durante l'intero periodo dei torbidi) e rimpiazzato dal Van de Spiegel, già borgomastro della città zelandese di Goes e destinato ad un fulgido avvenire.

### La purga a danno dei Patrioti
Da un punto di vista costituzionale, Guglielmo V e Guglielmina non potevano procedere ad alcun significativo mutamento, avendo condotto l'intera rivoluzione in nome del conservatorismo delle istituzioni. Tuttavia, essi non mancarono di imporre a chiunque ricoprisse un incarico pubblico, l'obbligo di giurare che le «alte ed ereditarie dignità» conferito al Principe di Orange fossero «parte essenziale non solo della costituzione di ciascuna provincia, ma dell'intero Stato».
Ciò che fissava, in qualche modo, la principale contraddizione dell'assurda situazione istituzionale della Repubblica delle Sette Province Unite: il quasi-monarca assumeva una de facto supremazia nell'ambito della quasi-repubblica.

### L'esilio dei Patrioti
Dopo alcuni mesi, il 21 novembre, il restaurato governo approvò un'amnistia generale dei delitti politici. Tuttavia, essa conteneva eccezioni (ad esempio tutti gli ufficiali delle 'compagnia di esercitazione' che fossero stati coinvolti nell'occupazione di un municipio e nella difesa di una cinta muraria) talmente ampie da costringere numerosissimi 'Patrioti' all'esilio, specie nei Paesi Bassi austriaci e, soprattutto, in Francia. Qui essi continuarono le proprie attività politiche. Con l'inizio della Rivoluzione francese, presero a frequentare in gran numero i club parigini, in particolare il club dei Giacobini. Sinché, non appena la Francia si impegnò nella guerra ideologica contro l'«Europa dei tiranni», essi furono fra i primi ad invocare l'invasione delle Province Unite.

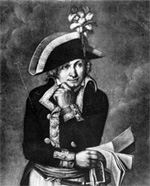
ritratto del generale Pichegru

### La permanenza della 'protezione' prussiana
Il grosso del corpo di spedizione del Brunswick rimpatriò a metà novembre 1787. Tuttavia restavano 4 000 soldati: non più necessari a puntellare il regime di Guglielmo V, che disponeva ormai di 20 000 uomini in arme. Ma più che sufficienti a garantire una decisiva influenza prussiana sulla politica delle Province Unite.
Ciò che venne rese evidente, di lì a poco, dalla nascita di una formale alleanza difensiva, la Triplice Alleanza del 1788: in pratica essa fissò un condominio nella 'protezione' delle Province Unite fra Berlino e Londra, che esercitava una profonda influenza sul piccolo alleato, a seguito della severa sconfitta militare inflitta nel corso della recente Quarta guerra anglo-olandese.

### Mancata riconciliazione dei partiti opposti
L'evidenza di tale situazione gravò irrimediabilmente sugli ultimi anni di governo di Guglielmo V: ridotto a pupazzo delle due grandi potenze, non poté operare alcuna riconciliazione con i partiti avversi.
E si attirò l'ostilità accanita dei democratici francesi, i quali parlavano, non a torto, di «legame servile con la Corte di San Giacomo e di Berlino» e, il 1º febbraio 1793, dichiararono guerra insieme all'Inghilterra ed Province Unite. Ciò che mise in moto gli avvenimenti che portarono all'invasione delle armate rivoluzionarie del generale Pichegru ed alla cosiddetta Seconda Rivoluzione batava del gennaio-febbraio 1795, che permise il ritorno al potere dei Patrioti.